# Mathieu Corot (série télévisée, 2000)
Mathieu Corot est une série télévisée française en 4 épisodes créée par Pascale Dallet diffusée entre 2000 et 2001 sur TF1 et rediffusée sur Série Club, NRJ 12 et sur NRJ Paris .

## Synopsis
Bien qu'il soit très bon policier, Mathieu Corot commet parfois des erreurs. Aussi ses supérieurs ont-ils décidé de le muter au SRPJ de Bordeaux. Loin de la capitale, Mathieu Corot va devoir s'acclimater à son nouvel environnement. Il va devoir mener à bien des enquêtes avec deux autres lieutenants qui, eux aussi, ont subi les foudres de leurs supérieurs. Les trois acolytes font contre mauvaise fortune bon cœur et continuent malgré tout à démontrer tout leur professionnalisme en tentant de résoudre des enquêtes très difficiles. Ils vont être confrontés à des assassinats bien mystérieux et devront trouver ensemble les responsables de ces crimes.

## Distribution
- Michel Boujenah : Commissaire Mathieu Corot
- Bernard Verley : Walemme
- Erwan Creignou : Olive
- Christopher Boyadji : Lucas Corot
- Amandine Chauveau : Gaëlle Corot
- Jack Delbalat : Massilli
- Sophia-may Diennane : Biscotte
- Lucie Phan : Mathilde

## Épisodes (2000)-(2001)
1. L'Amour interdit (21/12/2000[1])
2. Mise à mort (2001)
3. Un cœur simple (2001)
4. L'Inconnu du canal (04/10/2001[2])